# Per diem

Per diem (du latin qui signifie « par jour »), parfois perdieme en un mot, est une indemnité perçue par l’expatrié pour lui permettre de vivre dans un pays étranger au sien. Même si « per diem » veut dire « par jour », elle peut aussi bien être calculée par semaine ou par mois.